# بيري جونسون
بيري جونسون (بالإنجليزية: Perry Johnson)‏ (و. 1977  م) هو لاعب هوكي الجليد كندي، ولد في إدمونتون، مركز لعبه هو مدافع ‏.

## روابط خارجية
- بيري جونسون على موقع دوري الهوكي الوطني (الإنجليزية)
- بيري جونسون على موقع HockeyDB.com (الإنجليزية)